# 108113 Maza
108113 Maza è un asteroide della fascia principale. Scoperto nel 2001, presenta un'orbita caratterizzata da un semiasse maggiore pari a 2,7797399 UA e da un'eccentricità di 0,1973183, inclinata di 17,11416° rispetto all'eclittica.